# 兵庫県道185号・大阪府道112号絹延橋停車場線
兵庫県道185号・大阪府道112号絹延橋停車場線（ひょうごけんどう185ごう・おおさかふどう112ごう きぬのべばしていしゃじょうせん）は、兵庫県川西市から大阪府池田市に至る一般県府道である。

## 概要
兵庫県川西市絹延町から大阪府池田市木部町に至る。路線番号は本来なら600番台に統一されるはずであるが、地元市へ引き継ぐ方針があるため両府県間で路線番号が統一されていない。なお、兵庫県道112号、大阪府道185号は共に欠番である。

### 路線データ
- 起点：兵庫県川西市絹延町（能勢電鉄妙見線 絹延橋駅前）
- 終点：大阪府池田市木部町（絹延橋交差点、国道173号交点）

## 路線状況

### 道路施設

#### 橋梁
- 大阪府
  - 絹延橋（猪名川、池田市）

## 地理

### 通過する自治体
- 兵庫県
  - 川西市
- 大阪府
  - 池田市

### 交差する道路
| 交差する道路 | 交差する場所 | 交差する場所        |
| ------------ | ------------ | ------------------- |
| 国道173号    | 木部町       | 絹延橋交差点 / 終点 |

### 交差する鉄道
- 能勢電鉄妙見線

### 沿線
- 能勢電鉄妙見線 絹延橋駅